# Wizexponerad
Wizexponerad släpptes är ett studioalbum från 2006 av det svenska dansbandet Wizex. 

## Låtlista
1. Alla gillar mig
2. My Dream
3. Ta kärleken i hand
4. Jag ska sjunga på radio
5. Mama He's Making Eyes at Me
6. Dagen e' idag (sha la la la)
7. Din innersta röst
8. Save the Last Dance for Me
9. Vart ska du gå
10. Han är jag
11. Gammaldags musik
12. Hem till Åhus
13. Lipstick on Your Collar
14. Flickor bak i bilen (Seven Little Girls Sitting in the Backseat)
15. Jag har en vän

### Fotnoter
1. ↑  ”Dansbandsbloggen”. 18 december 2006. Arkiverad från originalet den 18 augusti 2010. https://web.archive.org/web/20100818181001/http://www.dansbandsbloggen.se/2006/12/wizex-comebackplatta-undgr-ingen.html. Läst 22 april 2011.
2. ↑  ”Svensk mediedatabas”. http://smdb.kb.se/catalog/id/002464600. Läst 22 april 2011.